# Flavio Alfaro
Flavio Alfaro è una parrocchia urbana dell'Ecuador, capoluogo dell'omonimo cantone, nella provincia di Manabí.